# A Noiva do Passado
A Noiva do Passado foi uma telenovela brasileira produzida e exibida pela TV Rio entre junho e setembro de 1966, às 20h. Foi dirigida por Jacy Campos, baseada em 'Grandes Esperanças' de Charles Diekens.

## Elenco
Elenco de A Noiva do Passado:
- Paulo Gracindo
- Adriano Reis
- Rosita Tomás Lopes
- Nicete Bruno
- Gracindo Júnior
- Jaime Barcelos
- Vanda Lacerda
- Elza Gomes
- Glauce Rocha